# Гжегож Цеховський
Гжегож Збігнев Цеховський (народився — 29 серпня 1957 р. у Тчеві, помер 22 грудня 2001 р. у Варшаві) — польський роковий музикант, піаніст, флейтист, поет, композитор, автор текстів, лідер та вокаліст польського гурту Republika. Почав свою артистичну діяльність в торунському студентському клубі «Od Nowa» в 1980 році. Сольно виступав під псевдонімами Obywatel G.C. i Grzegorz z Ciechowa. Також писав тексти іншим виконавцям серед яких були гурт Lady Pank («Zostawcie Titanica»), а також Юстина Стечковська (під псевдонімом Ewa Omernik).

## Біографія

### Ранні роки
Народився 29 серпня 1957 року в Тчеві — невеликому містечку на Віслі неподалік від Гданьська. Був другим з трьох дітей в родині Збігнева (1923—1993) і Хелени Цеховських. Мав дві сестри Олександру та Малґожату. З семи років навчався в музичній школі, а до того займався з костельним органістом. В Тчеві навчався у початковій школі, а в 1972 році поступив до Першого Загальноосвітнього Ліцею ім. Марії Склодовської-Кюрі, після закінчення якого в 1976 році отримав атестат зрілості.
В шкільному віці розвивав свої музичні та літературні зацікавлення; грав на флейті та фортепіано, займався в хорі. Грав на флейті в гурті Nocny Pociąg, а з 1976 в гурті Jazz Formation. Писав вірші, збирав платівки, займався культуризмом. На навчання вибрався до Торуня на полоністику в Університеті Міколая Коперніка. Там видав томик віршів і почав музичну кар'єру.

### Кар'єра

#### 79— 82 роки
У 1979 році долучився до гурту Res Publica, яким на той час керував Ян Кастор (Веслав Руцінський) і невдовзі став лідером групи. Більшість творів, що виконував гурт, перейменований у 1980 р. в Republika, були написані Ґжеґожем Цеховським. Першим поважним дебютом Цеховського, де він зміг показати свою творчість як поет, композитор і лідер гурту Republika, був виступ у варшавському клубі «Riviera» в 1980 році. Свої публічні виступи група почала восени 1981 року в Торуні, а весною 1982 року, завоювавши заслужену популярність, перебралась до Варшави. Запропонували своїм слухачам нове, гостре звучання, оригінальні тексти та чорно-білий візуальний стиль. Твори Republiki сприймалися як інтелігентний погляд на ситуацію суспільної одиниці в дегуманізованому світі. Перші записи стали найбільшими хітами гурту: «Kombinat [Архівовано 8 лютого 2021 у Wayback Machine.]», «Gadające głowy», «Sexy Doll [Архівовано 2 листопада 2020 у Wayback Machine.]», «Układ sił», «Telefony [Архівовано 10 листопада 2020 у Wayback Machine.]», «Biała flaga [Архівовано 19 листопада 2020 у Wayback Machine.]».

#### 83— 83 роки
У вересні 1982 року гурт записав свій перший альбом «Nowe sytuacje» («Нові ситуації»), який видав у березні 1983 року. Всі 10 творів написав Ґжеґож Цєховський і кожна пісня була новою. Гурт записав також англомовну версію альбому, яка вийшла роком пізніше у Великій Британії під назвою 1984. Того ж року Republika виступила на фестивалі в данському містечку Роскілле, співаючи як польською, так і англійською мовами. У 1983 році гурт разом зі своїм лідером дав концерт на Національному Фестивалі Польської Пісні в Ополі. Цеховський одним з перших у польському шоу-бізнесі почав застосовувати епатаж, як засіб для популяризації гурту і себе самого. Його витівка з фіктивним репортажем про себе як про рок-зірку, якій та зірка вдарила в голову, внаслідок чого він тероризує сусідів по будинку, розбурхала всю Польщу. Попри те, що в кінці передачі сказали, що все це постановка і навіть адреси такої нема, на радіо «Трійка» дзвонила величезна кількість обурених «поведінкою рок-зірки» громадян.
Протягом року гурт готував матеріал на новий альбом, який побачив світ у листопаді 1984 року під назвою «Nieustanne tango» («Нескінченне танго»), яка поряд з іншими містила наступні хіти: «Obcy astronom [Архівовано 20 листопада 2020 у Wayback Machine.]» («Чужий астроном»), «Zróbmy to (teraz)» («Зробімо це (зараз)»), «Poranna wiadomość [Архівовано 27 грудня 2020 у Wayback Machine.]» («Ранкова новина»). Пізніше гурт записав ще кілька пісень, таких як «Ciało [Архівовано 8 лютого 2021 у Wayback Machine.]» («Тіло»), «Klatka» («Клітка»), «Sam na linie [Архівовано 7 лютого 2021 у Wayback Machine.]» («Сам на канаті») i «Moja krew» («Моя кров»).

#### 85— 88 роки
Станом на 1985 рік в середовищі фанів панк-року гурт Republika не викликав жодного захоплення, а оскільки їхні пісні крутилися на радіо і, значить, сприяли соціалістичній системі, викликав агресію та огиду. Ситуація кардинально змінилася після концерту в 1985 році на фестивалі в Яроціні. Щойно музиканти вийшли на сцену — в їхньому напрямку полетіло різноманітне сміття — від гнилих помідорів до пакетів зі сметаною та олією. Після цієї атаки Цєховський крикнув у мікрофон: «Чи знайдеться серед вас якась шмата, щоб витерти інструменти?!!» Як не дивно, але після його слів на сцену кинули чиюсь футболку, якою музиканти протерли інструменти й почали виступ. Атмосфера на стадіоні змінювалась від пісні до пісні. Від спроб засвистування на початку, глядачі перейшли до спантеличеного мовчання і завершили бурхливими оваціями після пісні «Moja krew», яка завершила концерт. Попри скандування і спроби викликати гурт на біс, музиканти повторно не вийшли, повідомивши, що вони вважають, що така публіка на біс не заслуговує.
У 1986 році припинив співпрацю з гуртом Republika і під псевдонімом «Obywatel G.C.» почав виступати сольно. У 1986 році видав свій перший сольний альбом, який без зайвих розумувань назвав «Obywatel G.C.». Через рік музикант видав новий альбом під назвою «Tak! Tak!», на якому між іншими були хіти «Nie pytaj o Polskę [Архівовано 25 січня 2021 у Wayback Machine.]» («Не питай про Польщу») i «Tak… tak… to ja [Архівовано 2 листопада 2020 у Wayback Machine.]» («Так… Так… то я»).
В серпні 1988 року виступив на Сопотському фестивалі. Його музика була більш особиста і лагідніша, а звучання більш спиралося на клавішні інструменти й було менш екстравагантним ніж раніше. Музикант значно збагатив інструментарій і стилістику гри. У 1989 році записав музику до фільму «Стан страху».

#### 90-і роки

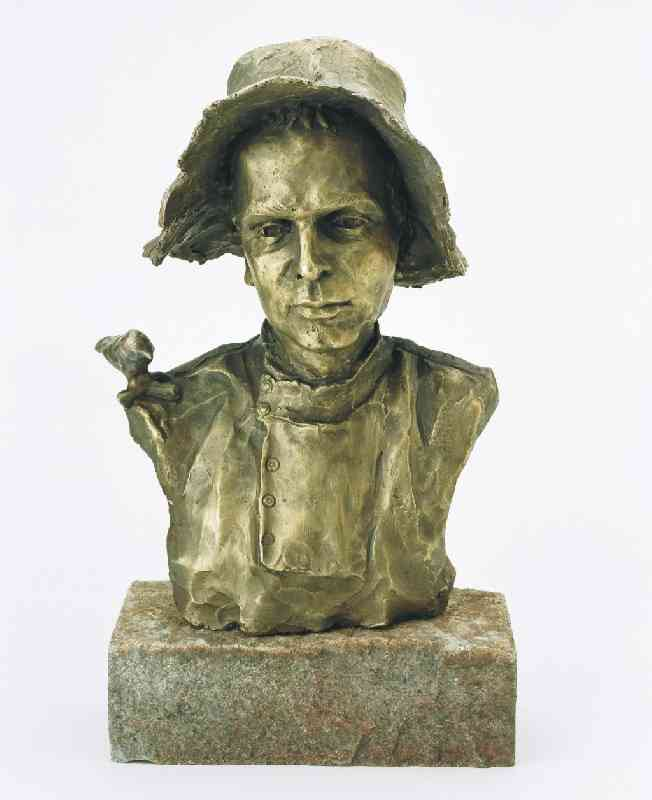
Погруддя Ґжеґожа Цєховского вірізьблене скульптором Доротою Дзєкєвіч-Піліх

У 1990 році повернувся у гурт Republika, перший концерт після возз'єднання дали в Ополі. У 1991 році записали новий альбом під назвою 1991, який популяризували піснею «Lawa [Архівовано 10 січня 2021 у Wayback Machine.]». Після повернення до гурту Цєховський не відмовився від сольної кар'єри й у тому ж 1991 році записав свій альбом під назвою «Obywatel świata» («Громадянин світу»), а також створив саундтрек до німецького серіалу «Schloss Pompon Rouge». В тому ж році польський режисер та сценарист Роланд Ровінський по новелі Ґжеґожа Цеховського написав сценарій і зняв фільм «Obywatel świata» («Громадянин світу»). Пізніше, у 1993 році Republika з Ґжеґожем Цеховським видали альбом під назвою «Siódma pieczęć» («Сьома печать»), а також зіграли акустичний концерт під назвою «Republika Bez Prądu» («Republika без струму»).
З половини 90-х років Цеховський поволі стабілізував своє приватне життя та музичну кар'єру. Видав компільований альбом під назвою «Selekcja» і томик віршів під назвою «Wokół niej» («Навколо неї»). У відповідь на війну, розв'язану Росією в Чечні Ґжеґож Цеховський разом гуртом Republika в 1995 році випустили сингл та відеокліп під назвою «Obejmij Mnie Czeczenio [Архівовано 15 лютого 2021 у Wayback Machine.]» («Обійми мене, Чечня»), яка згодом увійшла до альбому під назвою «Republika marzeń» («Республіка мрій»), до якого увійшов і такий хіт як «Zapytaj mnie czy Cię kocham [Архівовано 29 січня 2021 у Wayback Machine.]» («Спитай мене чи кохаю тебе»). У 1996 році під псевдонімом «Grzegorz z Ciechowa» видав альбом під назвою «OjDADAna» з музикою, який містив у собі поєднання польського фольклору з ритмами техно. У тому ж 1996 році Ґжеґож Цєховський знайшов собі нове покликання. Стало ним продюсування та пропагування так званої «нової крові» польської музики, тобто артистів, які щойно ступали на стежку музичної кар'єри. Цєховський став продюсером таких виконавців як Kayah, «Atrakcyjny Kazimierz i Cyganie», Kasia Kowalska (Кася Ковальська), Krzysztof Antkowiak (Кшиштоф Антковяк), Jystyna Steczkowska (Юстина Стечковска) i Katarzyna Groniec (Катажина Ґронєц). І власне завдяки співпраці з ним ці артисти опинилися на великій сцені польської музики.

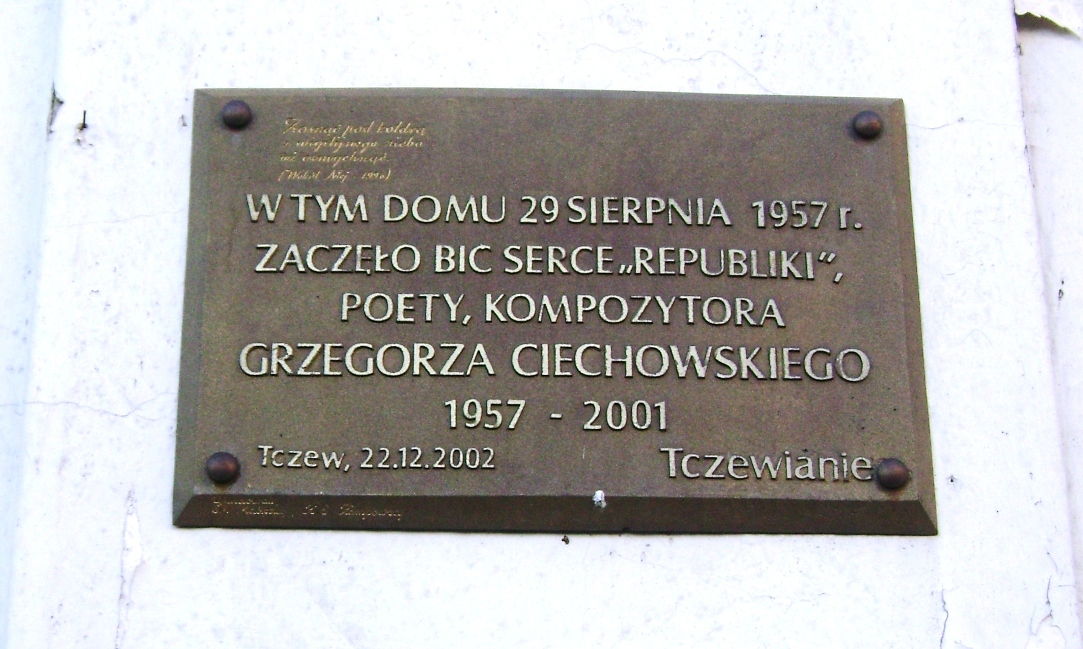
Меморіальна дошка на рідному будинку музиканта в Тчеві.

Вже бувши відомим музикантом Цєховський не афішував свою співпрацю з молодими виконавцями. Так на гала-концерті з вручення премії Федерік за 1996 рік трапився такий випадок — оголосили, що статуетку за пісні Юстини Стечковської з бестселлерного альбому «Dziewczyna szamana» («Дівчина шамана») отримує Ева Омернік. Авторка не зголошується, очікування затягується, а з публіки пробирається й біжить на сцену Ґжеґож Цєховський. Ева Омернік, то його псевдонім, який він взяв з дошлюбного прізвища своєї матері.
Спочатку я не хотів псувати дебюту Юстини, тому вирішив виступити під дівочим прізвищем мами. Коли вже сповістив, що Ева Омернік то я, подумав, що нема чого викаблучуватися, далі писатиму для Юстини як Цєховський. Однак, коли почали з'являтися тексти на новий альбом «Naga», то я зауважив, що їх автором є ніякий не Цєховський, а власне, Ева Омернік. Для Юстини пишу зовсім інакше, ніж для Цєховского.Оригінальний текст (пол.)
Na początku nie chciałem moim nazwiskiem zakłócić debiutu Justyny, zdecydowałem się wystąpić pod panieńskim nazwiskiem mamy – mówił mi w wywiadzie. – Gdy obwieściłem, że Ewa Omernik to ja, pomyślałem „nie ma co świrować”, napiszę dla Justyny jako Ciechowski. Kiedy jednak zaczęły powstawać teksty na nową płytę „Naga”, spostrzegłem, że ich autorem nie jest żaden Ciechowski, tylko właśnie Ewa Omernik. Dla Justyny piszę inaczej niż dla Ciechowskiego.

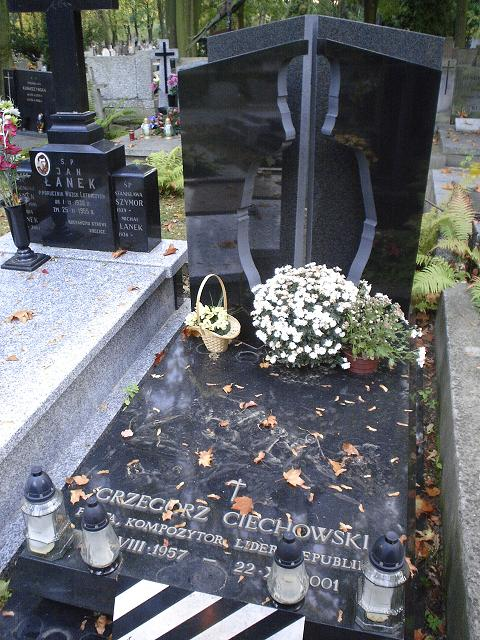
Могила Ґжегожа Цєховского.

— Пісня під псевдонімом
У 1998 році було видано передостанній альбом гурту Republika під назвою «Masakra» («Бійня»), на якій з'явились такі хіти як «Mamona [Архівовано 26 січня 2021 у Wayback Machine.]», «Raz na milion lat [Архівовано 6 лютого 2021 у Wayback Machine.]» («Раз на мільйон років») та «Odchodząc [Архівовано 11 лютого 2021 у Wayback Machine.]» («Йдучи від мене»). Пізніше виходили лише поновлення раніше записаних творів і саундтрек до фільму Wiedźmin («Відьмак») 2001 року. Запис нового диску гурту перервала несподівана смерть Цєховского. Кілька готових пісень, видано в наступному році на диску під назвою Republika. Гурт припинив діяльність після концерту під назвою «Kombinat», який відбувся в рамках 23 Перегляду Акторської пісні у Вроцлаві 16 березня 2002 року.

### Смерть і поховання
Перебуваючи в своєму будинку під Варшавою в понеділок 17 грудня 2001 року Ґжеґож Цєховський почувся погано, після чого дружина завезла його до Варшавського Військового Медичного Інституту. Після обстеження виявилося, що у музиканта аневризма серця. На кінець тижня лікарі призначили операцію. Почувався артист дуже погано. Як згадують друзі, що відвідували його в шпиталі — Ґжеґож згасав на очах. В п'ятницю 21 грудня музикант склав заповіт, а 22 грудня 2001 року розпочалась операція.
22 грудня 2001 року у варшавській клініці Військового Медичного Інституту, після проведеної екстренної операції аневризми серця лікарі зареєстрували смерть видатного польського музиканта, лідера гурту Republika Ґжеґожа Цєховского.
4 січня 2002 року урну з його прахом захоронено на Військовому Цвинтарі на Повонзках.

## Нагороди
У 2002 році (посмертно) за саундтрек до фільму «Відьмак» отримав Орла — щорічну нагороду Польської Академії Фільмової в категорії «Найкраща музика».
Щорічно, під час концерту пам'яті Ґжеґожа Цєховского в Студентському Клубі «Od Nowa» в торуньських Бєлянах, присуджується спеціальна нагорода його імені для молодих талановитих музикантів.
Президент Александр Квасневський відзначив його посмертно Кавалерським Хрестом Ордена Відродження Польщі.
12 вересня 2009 року на Міжнародному Фестивалі Музичних Продюсерів Soundedit '09 отримав посмертну нагороду «Людина з золотим вухом». Статуетку замість батька отримувала дочка Вероніка Цєховска.

## Пам'ятки
Архівні записи Цєховского та гурту Republika після його смерті вийшли в кількох великих студіях звукозапису. Альбом з концертом, записаним у 1998 році в студії Третього каналу польського радіо додано до номеру загальнонаціональної польської щоденної газети Rzeczpospolita за 7 листопада 2007 року. На батьківщині музиканта в Тчеві відбуваються фестивалі його музики In memoriam. Торунь призначає артистичні нагороди його імені. На 50-річчя артиста під редагуванням його шкільного друга Яна Куляса була видана книжка про Громадянина Г. Ц. «Grzegorz Ciechowski 1957—2001. Wybitny artysta rodem z Tczewa» («Ґжеґож Цєховський 1957—2001. Видатний митець з Тчева»).

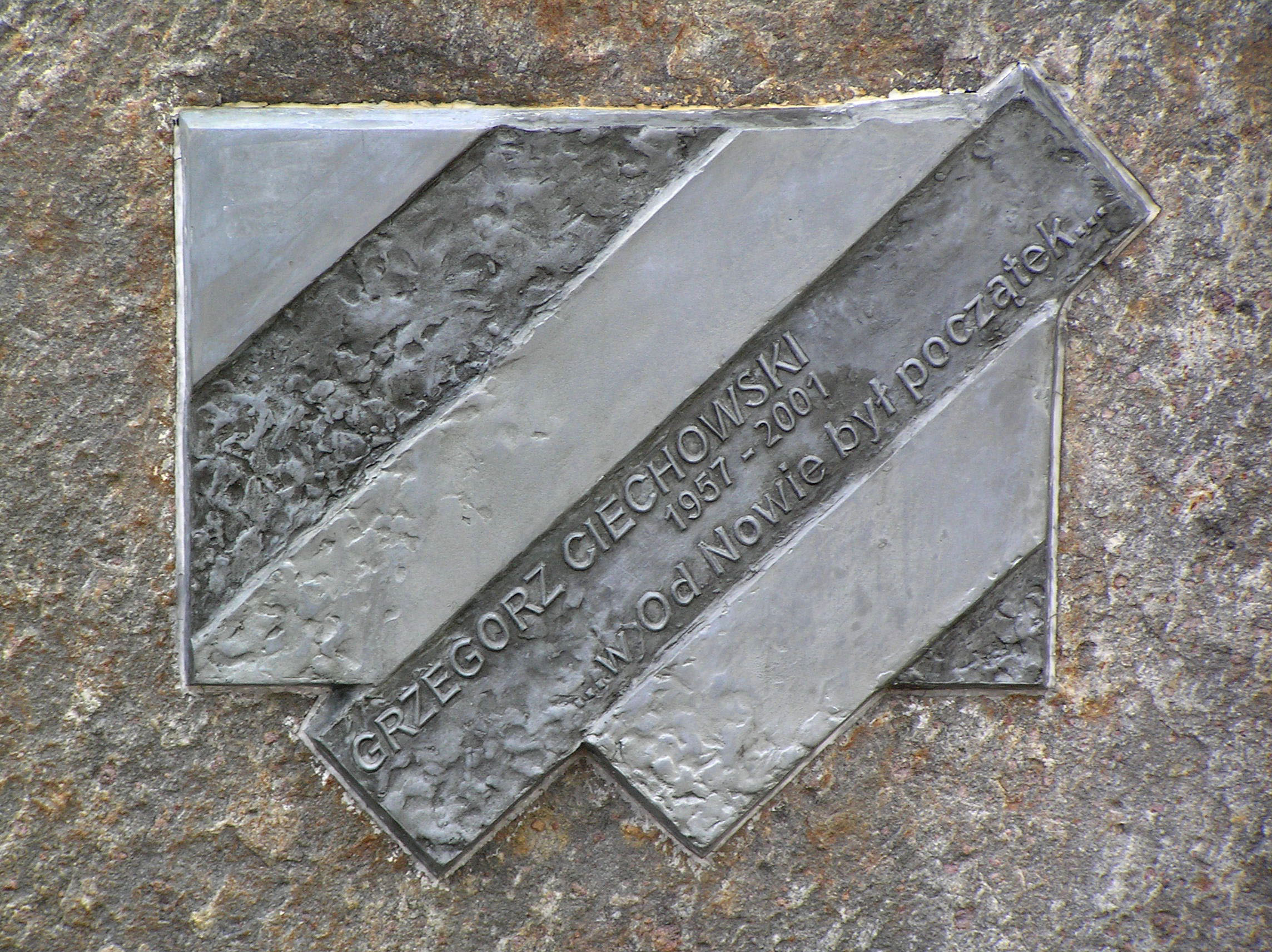
Меморіальна дошка перед клубом Od Nowa в Торуні.
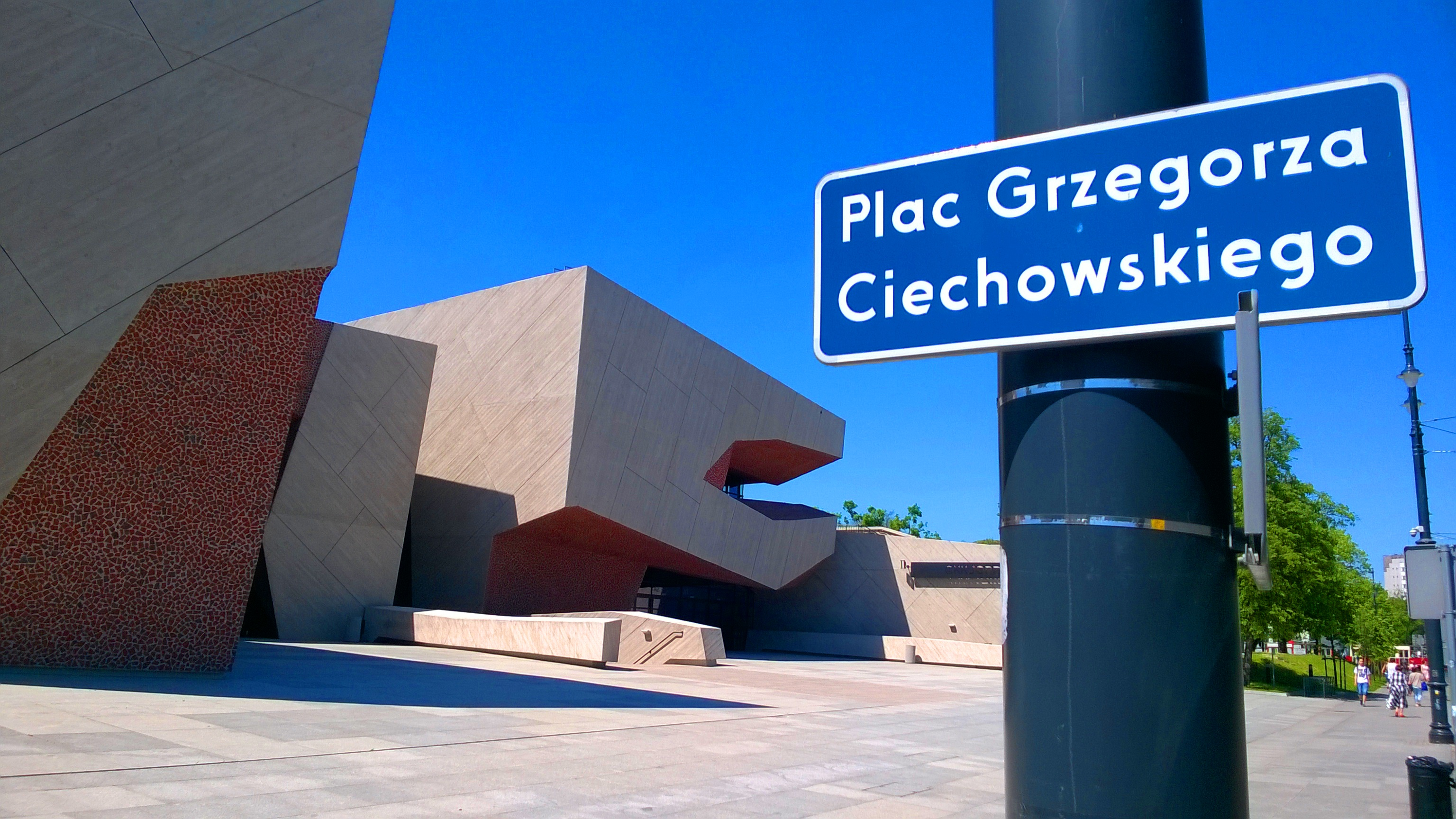
Площа Ґжеґожа Цєховского в Торуні.
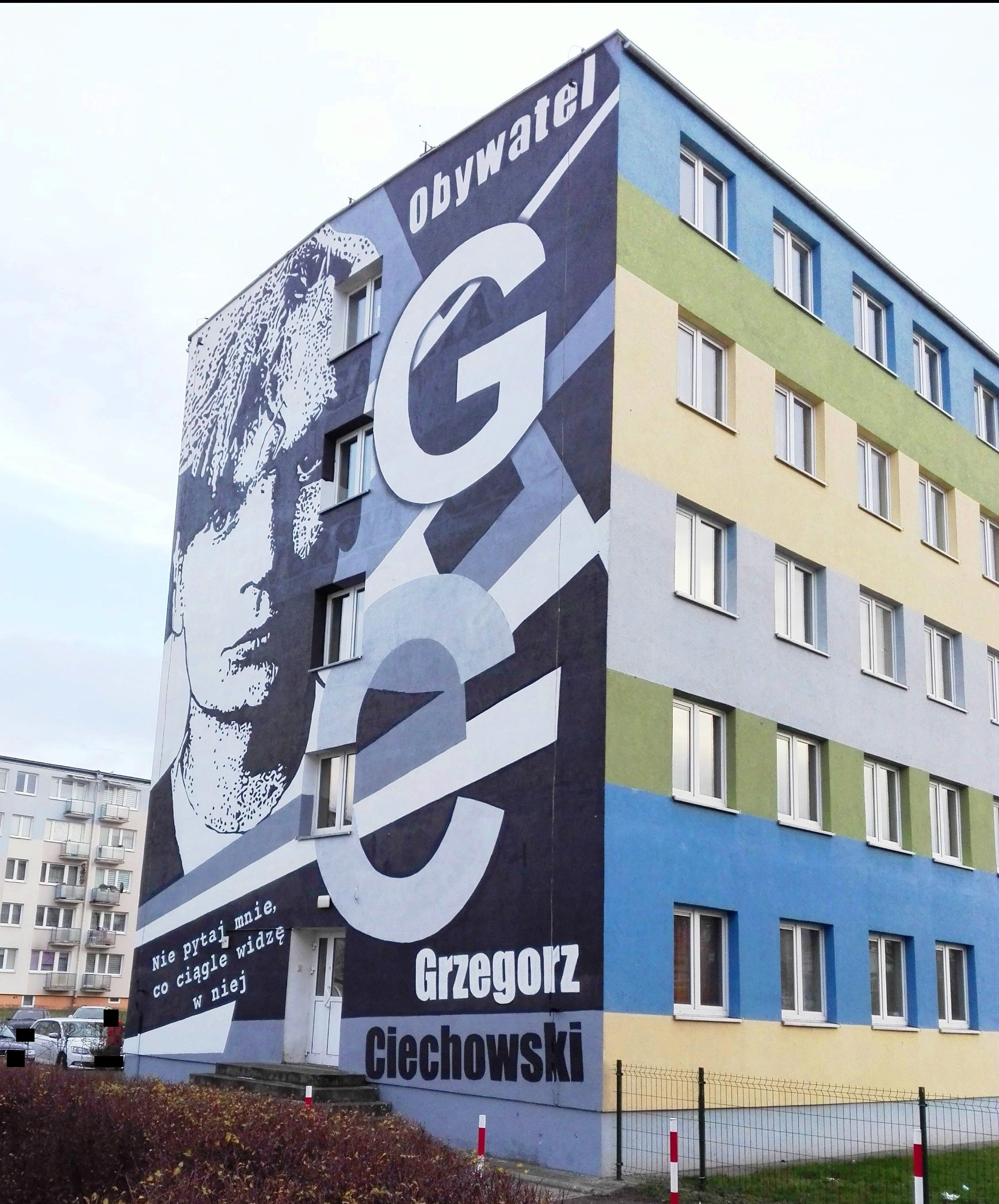
Мурал на стіні гуртожитку УМК в Торуні.
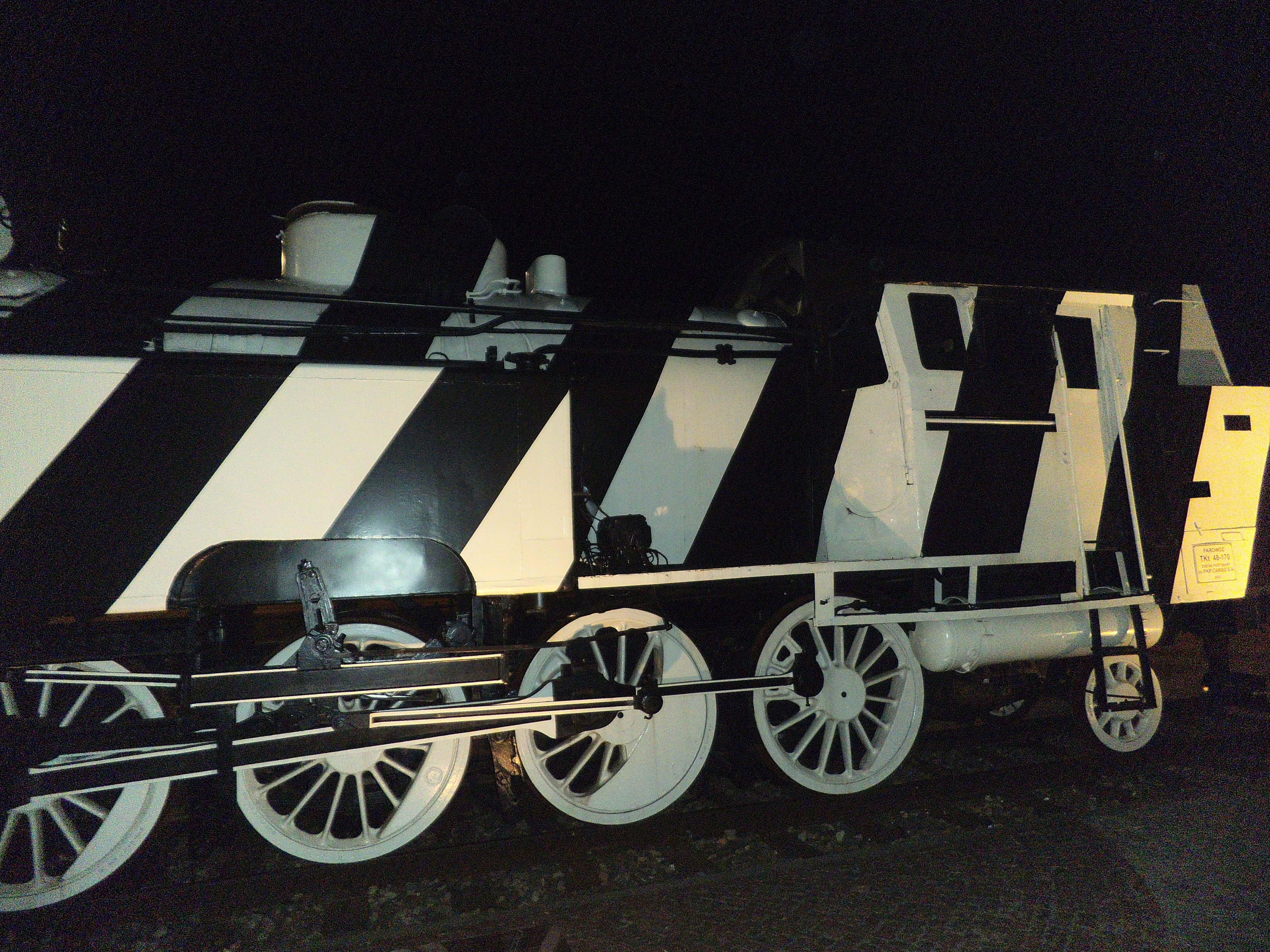
Паротяг в барвах гурту Republika в Тчеві.
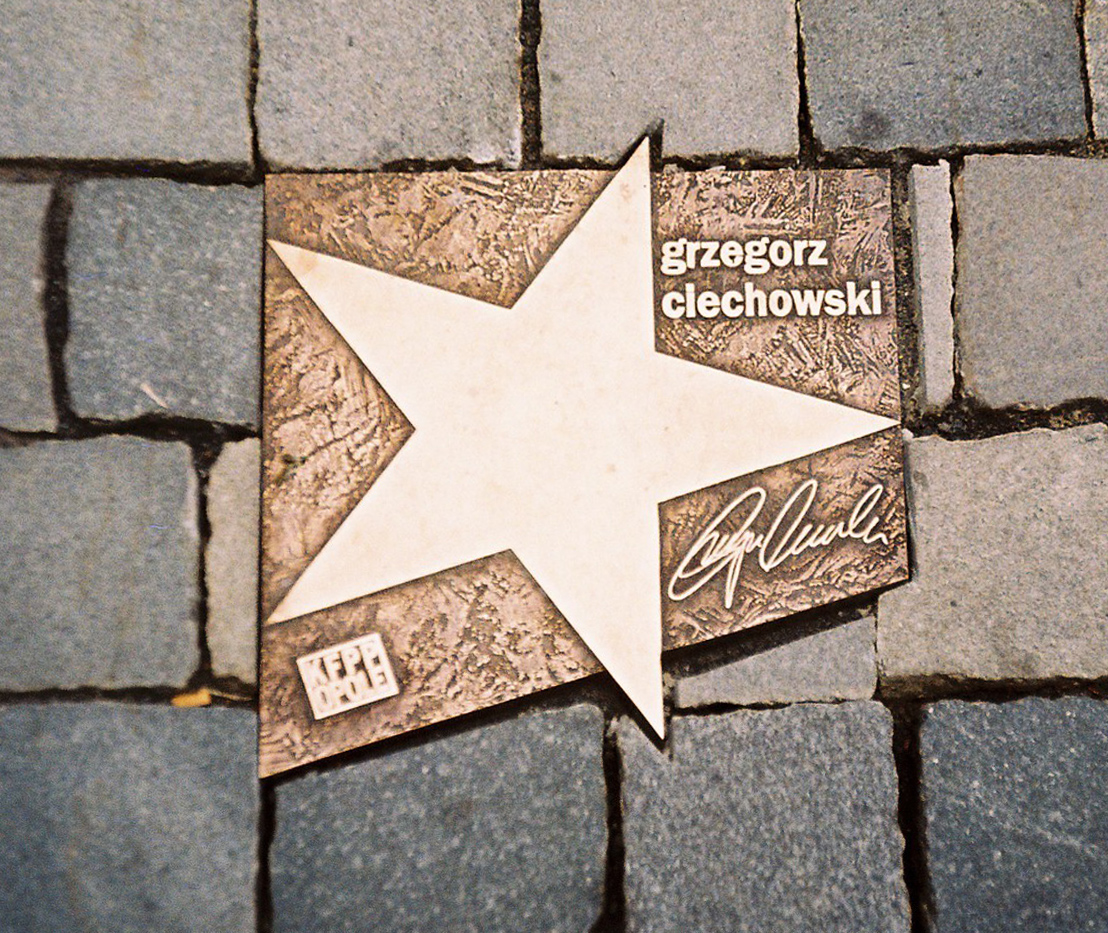
Зірка Ґжеґожа Цєховского на Алеї Зірок в Ополі.

- У вересні 2013 року іменем Ґжеґожа Цєховского названо сквер у варшавському районі Тарґувек.[15]
- Гурт Republika був відзначений спеціальною бронзовою плитою на Пряниковій Алеї Зірок на тротуарі Староміського Ринку в Торуні.
- В грудні 2014 року Національний Банк Польщі випустив срібні колекційні монети, присвячені Ґжеґожові Цєховскому — традиційної круглої форми і квадратна — у вигляді коробки компакт-диску. Вийшли вони в серії «Історія Польської Розважальної Музики» тиражем 30 тис. штук кожна.[16]
- Паротяг, помальований у чорно-білі смуги, який встановлено у Тчеві, рідному місті музиканта.[17]
- Від 29 червня 2012 року Амфітеатр у Тчеві носить ім'я Ґжеґожа Цєховского.[18]
- Від 15 грудня 2016 року площа перед Культурно-Конгресовим Центром «Йорданки» в Торуні носить ім'я Ґжеґожа Цєховского.[19]
- 26 червня 2018 року одній з вулиць в Познані надано ім'я Ґжеґожа Цєховского.[20]
- В грудні 2020 року на стіні одного з гуртожитків Університету Міколая Коперніка намальовано мурал на честь Ґжеґожа Цєховского.[21]

## Приватне життя
У 70-х роках одружився з Йолантою Мухлінською. У 1985 році розстався з нею через роман з акторкою та режисеркою Малґожатою Потоцькою з якою мав дочку Вероніку. У 1994 році одружився з Анною Вендровською, з якою мав трьох дітей: Хелену (1995 р.н.), Бруно (1996 р.н.) і Йозефіну, яка народилась у 2002 році, вже по смерті батька.

## Дискографія

### Під псевдонімом Obywatel G.C.
- 1986: Obywatel G.C.
- 1988: Tak! Tak!
- 1989: Citizen G.C.
- 1989: Stan strachu
- 1992: Obywatel świata
- 1993: Selekcja
- 2007: Gwiazdy polskiej muzyki lat 80. (альбом)[pl]

### Під псевдонімом Grzegorz z Ciechowa
1996: ojDADAna (альбом)

### Під власним іменем
- 1991: Schloss Pompon Rouge (саундтрек)[pl]
- 2001: Wiedźmin (саундтрек)[pl]
- 2004: Kolekcja (10-платівкова антологія Ґжеґожа Цєховского)[pl]

### Інші виконавці
- 2005: Republique (альбом)[pl] — музика Ґжеґожа Цєховского в аранжуванні Стефана Сендецкого, виконана Сілезьким Квартетом.
- 2010: Ciechowski. Moja krew (альбом)[pl] — найкращі пісні Цєховского та гурту Republika виконані Катажиною Ковальською[pl] в студії імені Аґнєшки Осєцкої.

## Зауваження
1. ↑  Знав би хто як мені особисто шкода!!! Був хорошою, теплою людиною і чудовим музикантом… Сумно, що його вже нема… :о(